# Of Monsters and Men
Of Monsters and Men är ett  isländskt indie folk/rock band som bildades i  Garðabær 2010. Bandet består av fem medlemmar, Nanna Bryndís Hilmarsdóttir (huvudsångare/gitarrist), Ragnar Þórhallsson (sångare/gitarrist), Brynjar Leifsson (huvudgitarrist), Arnar Rósenkranz Hilmarsson (trumslagare) och Kristján Páll Kristjánsson (basist). Of Monsters and Men fick sitt genombrott 2011 med låten "Little Talks" som blev en stor internationell hit. Deras debutalbum, My Head Is an Animal, släpptes i september 2011. Det andra albumet Beneath The Skin utkom i juni 2015. Deras senaste album Fever Dream släpptes i juli 2019. I september 2020 släppte bandet singeln "Visitor".

## Diskografi

### Studioalbum
- 2011 – My Head Is an Animal
- 2015 – Beneath The Skin
- 2019 – Fever Dream

### EP
- 2011 – Into the Woods

### Singlar
- 2020 – Visitor

### Livealbum
- 2013 – Live from Vatnagarðar